# 塔萨科尔特
塔萨科尔特（西班牙語：Tazacorte），是西班牙加那利群岛圣克鲁斯-德特内里费省的一个市镇。总面积11平方公里，总人口4620人（2017年），人口密度406人/平方公里。

## 人口
| 塔萨科尔特             |
|                        |
| 来源：西班牙国家统计局 |

## 图集

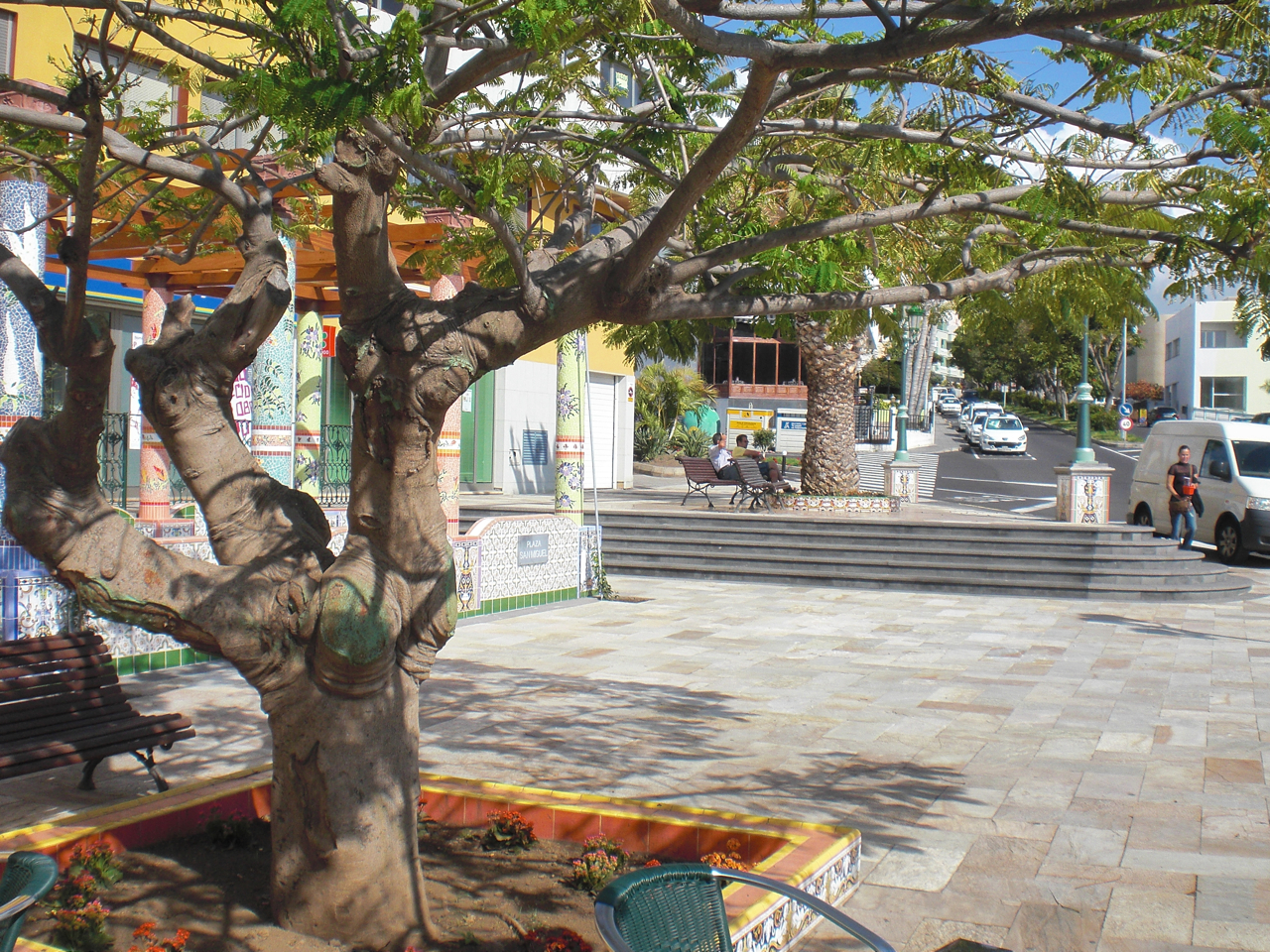
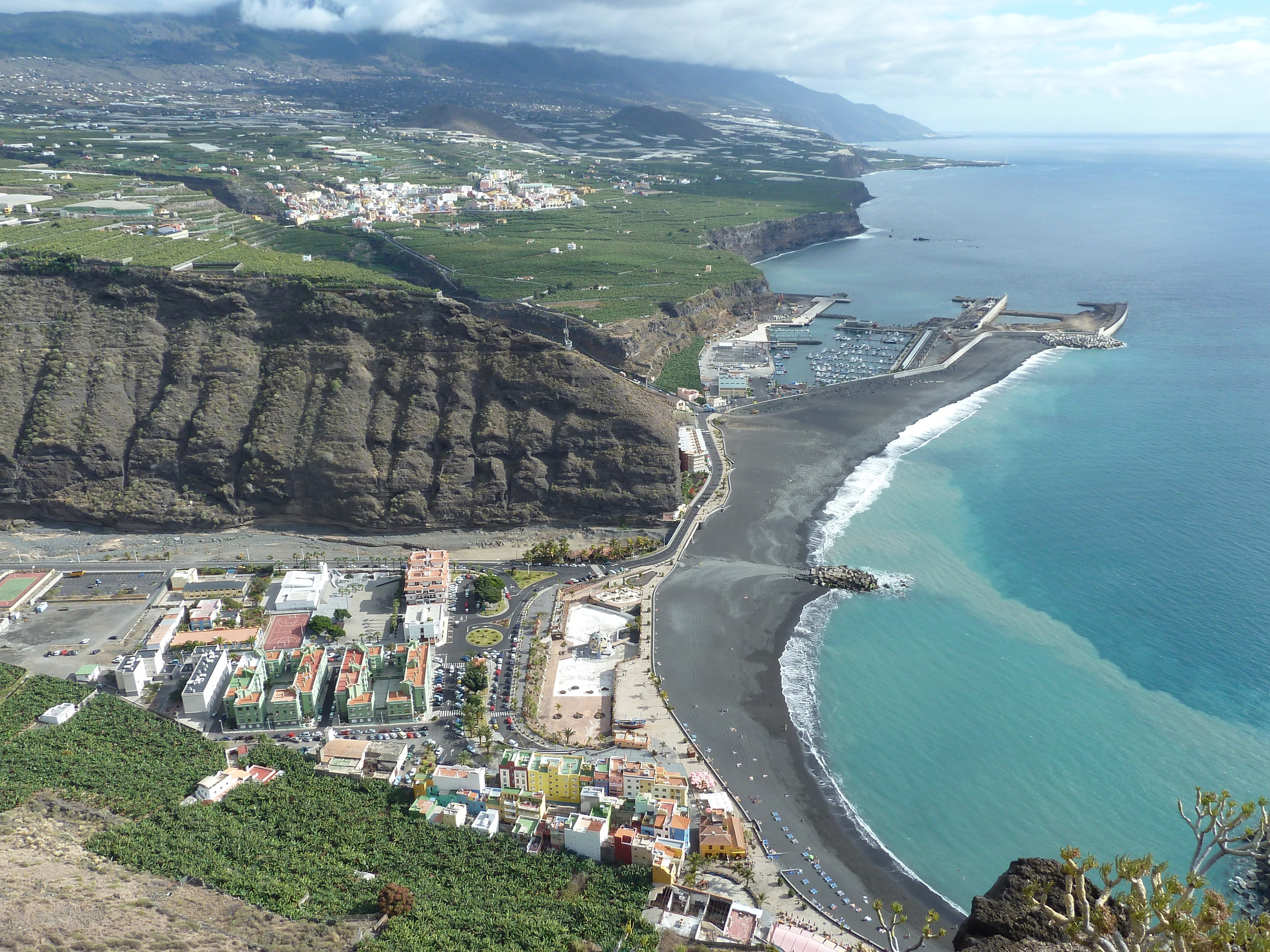
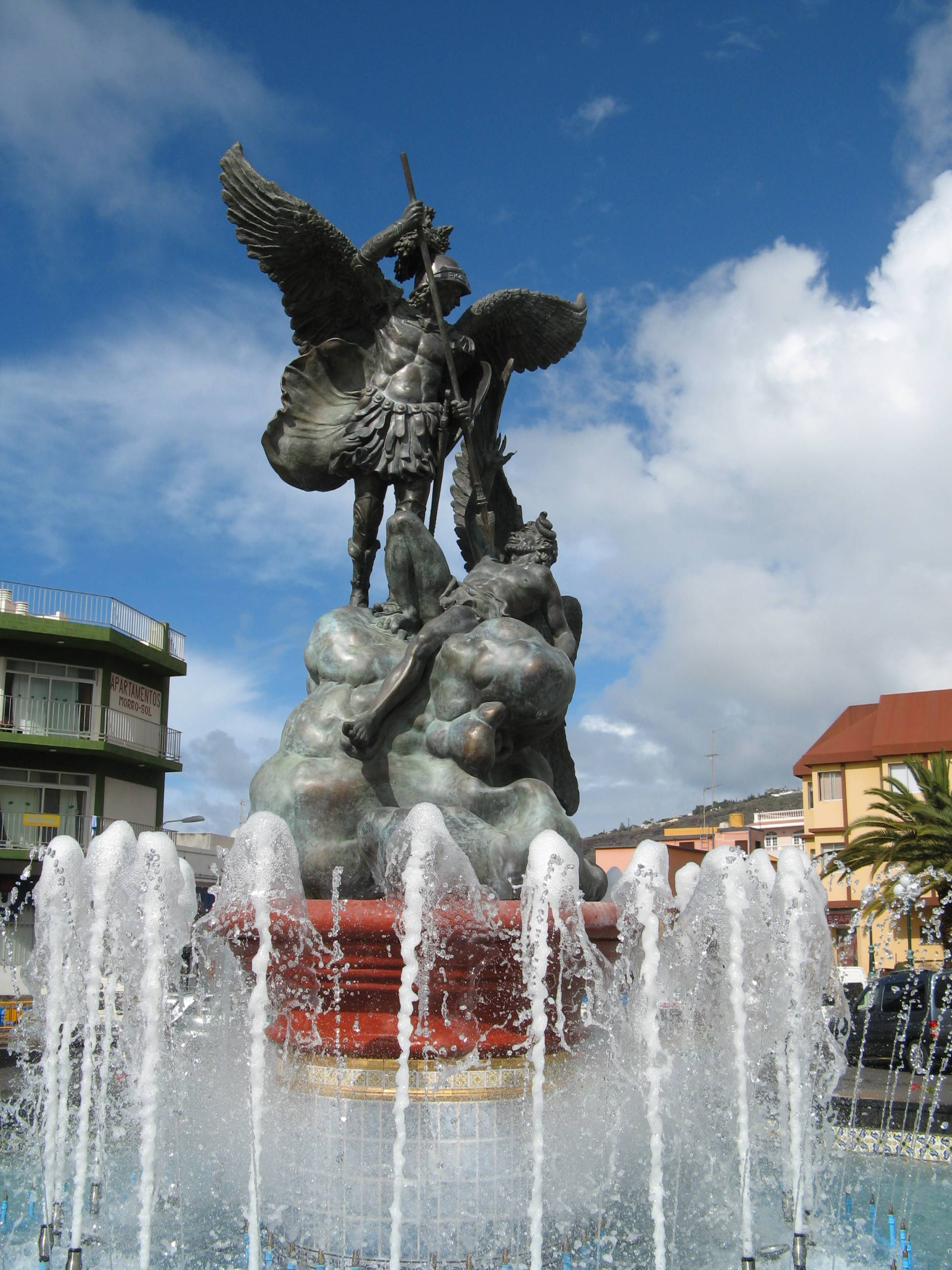
喷泉
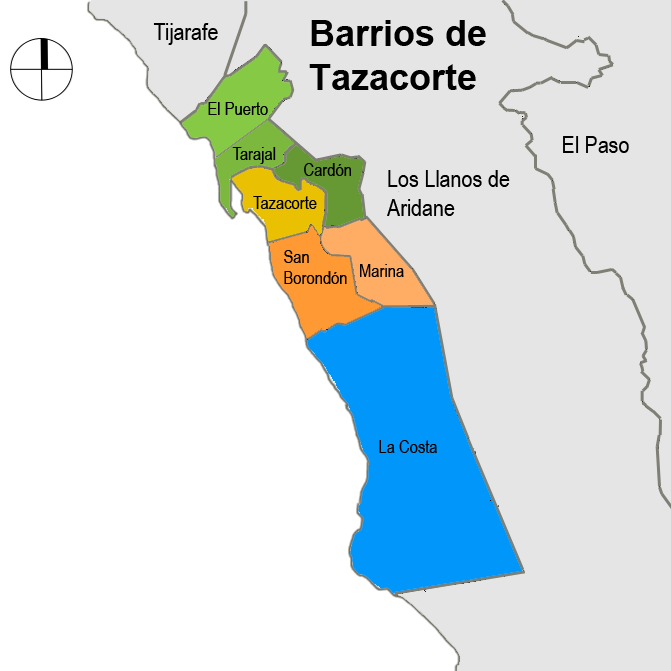
行政区划